# Іваницька Марта Єреміївна
Марта Єреміївна Івани́цька (нар. 13 липня 1937, Львів) — українська художниця декоративно-ужиткового мистецтва і живописець; член Спілки художників України з 1968 року. Дочка флориста Єремія-Йосипа Іваницького, дружина художника Петра Головатого.

## Біографія
Народилася 13 липня 1937 року у місті Львові (тепер Україна). 1965 року закінчила Львівський інститут декоративного і прикладного мистецтва (викладачі: Карло Звіринський, Роман Сельський, Євген Арофікін, Марта Токар).
У 1959–1993 роках працювала на Львівському художньо-виробничому комбінаті. Брала участь у всеукраїнських виставках з 1963 року, всесоюзних з 1964 року. Мешкала у Львові, в будинку на вулиці Ніжинській, 19, квартира 1.

## Творчість
Працювала в галузі декоративного мистецтва (художній текстиль; створювала декоративні доріжки, подушки, сувеніри тощо) і живопису (писала портрети, натюрморти, пейзажі). Серед робіт:
- килимок «Птахи» (1970);
- ліногравюра «З любов'ю до книги» (1980);

діорами
- «Страта повсталих рабів» (1969, у співавторстві);
- «Стоянка первісних людей с. Урич» (1975, у співавторстві);

гобелени
- «Червоні квіти» (1978);
- «Урожай» (1978);

живопис
- «Танок» (1985);
- «Натюрморт із нагідками» (1986);
- «Скульптор Є. Дзиндра» (1986);
- «В. Лебединець» (1989);
- «Карпати і копиці» (1990);
- «О. Басараб» (1998);
- «Дорога у Карпатах» (1998).

Оформила експозиції низки музеїв Львова.